# 강석우 금보라의 행복만들기
강석우 금보라의 행복만들기는 대한민국의 방송국인 KBS의 라디오 채널 KBS 제2라디오에서 매일 오전 9시 10분부터 오전 11시까지 종영 방송된 배우 강석우, 금보라가 진행하는 라디오 프로그램이다. 2001년 10월 14일 자로 1년 만에 폐지되었다.

## 진행자
- 강석우 배우 (남)
- 금보라 배우 (여)